# 弥富看護学校
弥富看護学校（やとみかんごがっこう）とは、愛知県弥富市にある准看護師を対象とした通信制の私立看護専門学校。学校法人愛西学園が運営している。

## 沿革
- 2005年4月 - 開校

## 所在地
- 愛知県弥富市稲吉二丁目52番地

## 関連校
- 愛知黎明高等学校